# Bosanski pašaluk
Bosanski pašaluk (turško Eyalet-i Bosna, bosansko Bosanski pašaluk) ali Bosna Beylerbeylik (turško Bosna Beylerbeyliği, bosansko Bosanski beglerbegluk) je bil  pašaluk (ali po turško beylerbeylik) Osmanskega cesarstva, ki je večinoma pokrivalo ozemlje sedanje države Bosne in Hercegovine. Pred  Veliko turško vojno, je zajemala večji del Slavonije, Like, in Dalmacije v sedanji Hrvaški. V 19. stoletju je zajemal 52.530 km2.

## Nastanek
Po turški usmrtitvi bosanskega kralja Štefana Tomaševića leta 1463 je bil pod turško oblastjo osrednji del Kraljevine Bosne preoblikovan v upravno enoto  Bosanski sandžak. Kneževina Hercegovina je bila dodana leta 1483.

## Zgodovina

### Ustanovitev
Bosanski pašaluk je bil ustanovljen leta 1580 in prvi guverner ali  "paša" je bil Gazi Ferhad-paša Sokolović kot beglerbeg. Bosanski ejalet (ali Pašaluk) so sestavljali Bosanski sandžak (centralna pokrajina), Hercegovski sandžak, Sandžak Vučitrn, Prizrenski sandžak, Kliški sandžak, Krški sandžak, in Pakraški sandžak.

### Zaton
Po koncu Velike turške vojne, ki se je končala s porazom Otomanov leta 1699 je prišlo do znatnega zmanjšanja območja ejaleta, saj so Otomani izgubili vse slavonske sandžake ("Požeški sandžak" in "Pakraški sandžak"), Liški sandžak in velik del Dalmatinske obale, ki je spadala pod Kliški sandžak in Hercegovski sandžak. Nato je ejalet izgubil tri sandžake in zmanjšanje enega (Bihaškega sandžaka): po  Mirovni pogodbi iz Sremskih Karlovcev se je pašaluk zmanjšal na le štiri sandžake (trije med njimi so bili tudi zmanjšani) in dvanajst kapitanij. Pred Mirovno pogodbo iz Požarevca, je bilo ustanovljenih novih 28 vojaških kapitanij, več kot polovica od  njih ob meji. Tovrstna intenzivna vojaška uprava je bila odgovor na podobno na Avstrijski vojaški meji. Leta 1703 so sedež paše prenesli iz Sarajeva v Travnik, ker je bilo Sarajevo požgano v vojni, kjer je bil vse do 1850, ko je bil ponovno prenesen v Sarajevo.

### Bosanska vstaja
V začetku 19. stoletja je bila Bosna ena od najbolj zaostalih pokrajin Otomanskega imperija in ena od najbolj avtonomnih. Leta 1831 je  bosanski kapudan Husein Gradaščević, po dogovoru z bosanskimi aristrokrati v Tuzli,  februarja zasedel Travnik in od turških oblasti zahteval avtonomijo in vojaške reforme v Bosni. Veliki vezir je uspel izkoristiti rivalstvo med begi in kapudani tako da je pridobil na svojo stran hercegovske vojaške enote pod vodstvom  Ali-paše Rizvanbegovića. Upor je bil zadušen, nakar je bil leta 1833 ustanovljen novi Hercegovski pašaluk na teritoriju južnega dela Bosanskega pašaluka, ki je bil podeljen Ali-paši Rizvanbegoviću kot nagrada za prispevek pri zadušitvi vstaje. Ta nova entiteta pa je trajala le par let, saj je bila po Rizvanbegovićevi smrti zopet pripojena Bosanskemu pašaluku.
Bosanski pašaluk je bila prva otomanska pokrajina, ki je postala Vilajet po turški upravni reformi leta 1865, in od leta 1867 preoblikovan v Bosanski Vilajet.

## Uprava

### Upravna razdelitev
| Upravna razdelitev Bosanskega ejaleta pred letom 1699 je bila naslednja: 1. Bosanski sandžak (Paşa Sancaığı, Sarajevo) 2. Hercegovski sandžak (Hersek Sancağı, Mostar) 3. Zvorniški sandžak (İzvornik Sancağı, Zvornik) 4. Krški sandžak (Kırka Sancağı, Krka-Lika) 5. Kliški sandžak (Kilis Sancağı, Klis, po drugi pol. 16. stoletja Livno) 6. Pakraški sandžak (Zaçesne Ocaklılığı, Cernik) 7. Bihaški sandžak (Bihke Sancağı, Bihać) | V začetku 19. stoletja je Bosno sestavljalo sedem sandžakov: 1. Sarajevski sandžak 2. Zvorniški sandžak 3. Travniški sandžak 4. Bihaški sandžak 5. Novopazarski sandžak 6. Banjaluški sandžak 7. Hercegovski sandžak |